# Calyptranthes litoralis
Calyptranthes litoralis är en myrtenväxtart som beskrevs av Ignatz Urban och Erik Leonard Ekman. Calyptranthes litoralis ingår i släktet Calyptranthes och familjen myrtenväxter.
Artens utbredningsområde är Haiti. Inga underarter finns listade i Catalogue of Life.